# Krasnopol
Krasnopol (Krasnapolio valsčius in lituano) è un comune rurale polacco del distretto di Sejny, nel voivodato della Podlachia.
Ricopre una superficie di 171,63 km² e nel 2004 contava 3 941 abitanti.